# Teknikåret 1975

## Händelser

### Januari
- Januari - Månadsnumret av Popular Eelctronics innehåller datorn Altar 8800 [1].
- 18 januari - Kärnklyvning sker för första gången i den nylevererade reaktorn Barsebäck 1.

### Mars
- 19 mars - RCA Engineering Model 2 blir RCA första CED-spelare att demonstreras för teknikpressen.[2]

### April
- 4 april - Bill Gates och Paul Allen grundar företaget Microsoft.

### September
- September - Det japanska teknikföretaget Sony lanserar hemvideosystemet Betamax.

### November
- November - När Anthony Conrad ersätter Robert Sarnoff som VD för RCA fortsätter han stödja CED-systemet.[2]

### Okänt datum
- Telenet, ARPANET:s civila motsvarighet, skapas [1].
- Xerox stänger sin första datoravdelning - [1].

## Avlidna
- 17 februari - Bo Kalling, 82, svensk metallurg och upphovsman till Kaldo-processen
- 14 maj - Ernst Alexanderson, 97, svensk-amerikansk teleingenjör, konstruktör av radiostationen i Grimeton

### Fotnoter
1. 1 2 3
2. 1 2  History of Media Technology (läst 8 april 2011)